# بیدو (فارس)
 بیدو  یا چاه بیدو روستای کوچکی از توابع بخش اسیر در شهرستان مهر در جنوب استان فارس در جنوب ایران واقع شده‌است.